# Hak (adelsslægt)
Hak var en uddød skånsk adelsslægt, der tilhørte den danske uradel. Slægten kan med sikkerhed føres tilbage til 1200-talet. Om slægten stammer fra Sverige, hvor dens våbenskjold kendes fra 1315, eller om den har bredt sig dertil kan ikke siges med sikkerhed.
En sjællandsk linje af slægten kendes fra slutningen af i det 13. århundrede og i det 14. århundrede.  Den nyere slægtslinje har rigsråden Anders Hak som stamfader (nævnt første gang 1412).
Af den skånske linje, kan nævnes marsken Niels Hak, (nævnes i 1254 og 1282) og Thorsten Hak (nævnt 1241), som var fader til ærkebiskop Thrugot Thorstensen i Lund,  til Niels Thorstensen (nævnt 1284(?) og 1302) — der måske var fader til provst i Lund, magister Truid Nielsen, som 1289 førte Hak-våbnet — og til drost David Thorstensen Hak (død 1302).
Denne sidste var muligvis farfader til ridderne Niels Andersen (død før 1362) til Højby og David Andersen (nævnt 1351 og 66), der havde sønnerne Niels Hak (nævnt 1377 (og 99?)) og Anders Davidsen (nævnt 1377 og 80). Af disse var sidstnævnte fader til Niels Hak (nævnt 1397 og 1407) til Assendrup og til ridderen, rigsråd Anders Hak (nævnt 1421 og 60) til Mogenstrup. Hans sønner var ridderen, rigsråd David Hak (død tidligst 1486) til Mogenstrup — fader til Niels Hak (død 1524) til Mogenstrup — og rigsråd Mogens Hak (død senest 1486) til Hikkebjerg. Denne var fader til rigsråd Niels Hak (død 1508) til Hikkebjerg og til Eiler Hak (1467-1501) til Egholm, med hvis søn Christopher Hak (1488-1539) til Egholm slægten uddøde.